# 班宇
班宇（1986年—），曾用笔名坦克手贝吉塔，辽宁沈阳人，祖籍天津，中国作家，“东北文艺复兴三杰”之一，新东北作家群作家，毕业于东北大学秦皇岛分校计算机专业。

## 生平
1986年，出生于辽宁省沈阳市铁西区工人村。2005年至2009年，在东北大学秦皇岛分校计算机专业学习。在校期间，经常跟同学坐上绿皮火车去北京看音乐节。毕业后一直到2020年8月，在一出版社从事编辑工作。2007年开始兼职为音乐杂志写乐评。2017年，在朋友的建议下参与第四届豆瓣阅读征文大赛，开始写第一部小说——《打你总在下雨天：工人村蓝调故事集》，并获得喜剧故事组首奖。2018年，出版个人短篇小说集《冬泳》。2020年12月，小说集《逍遥游》出版。2021年12月18日，《冬泳》获得第十九届百花文学奖短篇小说奖。2022年9月，获得第四届茅盾新人奖。2023年11月，进入武汉市文学艺术理论研究所（芳草杂志社）工作。

## 家庭[8][9]
- 爷爷：来自天津，曾是中国人民志愿军战士，抗美援朝后复员，因工作调动到沈阳，在沈阳变压器厂工作。
- 外公：在沈阳变压器厂工作。
- 父亲：沈阳变压器厂工人，2001或2002年下岗。
- 母亲：沈阳变压器厂工人，1999年下岗。